# وزغ‌ماهی ماداگاسکار
وزغ‌ماهی ماداگاسکار (نام علمی: Batrachus uranoscopus) نام یک گونه از تیره وزغ‌ماهیان است.